# Stare Miasto (Opolí)
Stare Miasto, česky Staré město, je centrální, historická a nejstarší část a X. čtvrť města Opolí v okrese Opolí v Opolském vojvodství v jižním Polsku. Nachází se na pravém břehu veletoku Odra v geomorfologickém celku Pradolina Wrocławska. Osou Starého města je kanál Młynówka vytékající a vtékající do Odry. Mezi Odrou a Młynówkou se nachází říční ostrov Pasieka (Wyspa Pasieka).

## Historie
Kníže Boleslav I. Opolský (nazývaný také Bolko I. ) vystavěl hradby Starého města Opolí s věžemi a pěti branami.
Skutečným centrem Starého města i celé Opolí je náměstí Rynek, které sloužilo také jako tržiště, které prošlo ve středověku významnou proměnnou (podobně jako většina Opolí) od dřevěných domů k cihlovým a to z důvodu častých požárů. V důsledku válečných událostí v roce 1945 byl Rynek i celé Staré město vážně poškozeno a později opravováno. I v dnešní době si Stare Miasto zachovalo svůj středověký půdorys. Dominantou Rynku je radnice s 60 m vysokou věží a také jezdecká socha zakladatel města knížete Kazimíra I. Opolského.
Kromě rezidenčních a historických budov, úřadů, kostelů, památníků, parků, mostů, památných stromů, soch aj., je zajímavou architektonickou zajímavostí budova nádraží, které bylo založeno v roce 1845. Uspořádání nástupišť je neobvykle postaveno do oblouku.

## Galerie

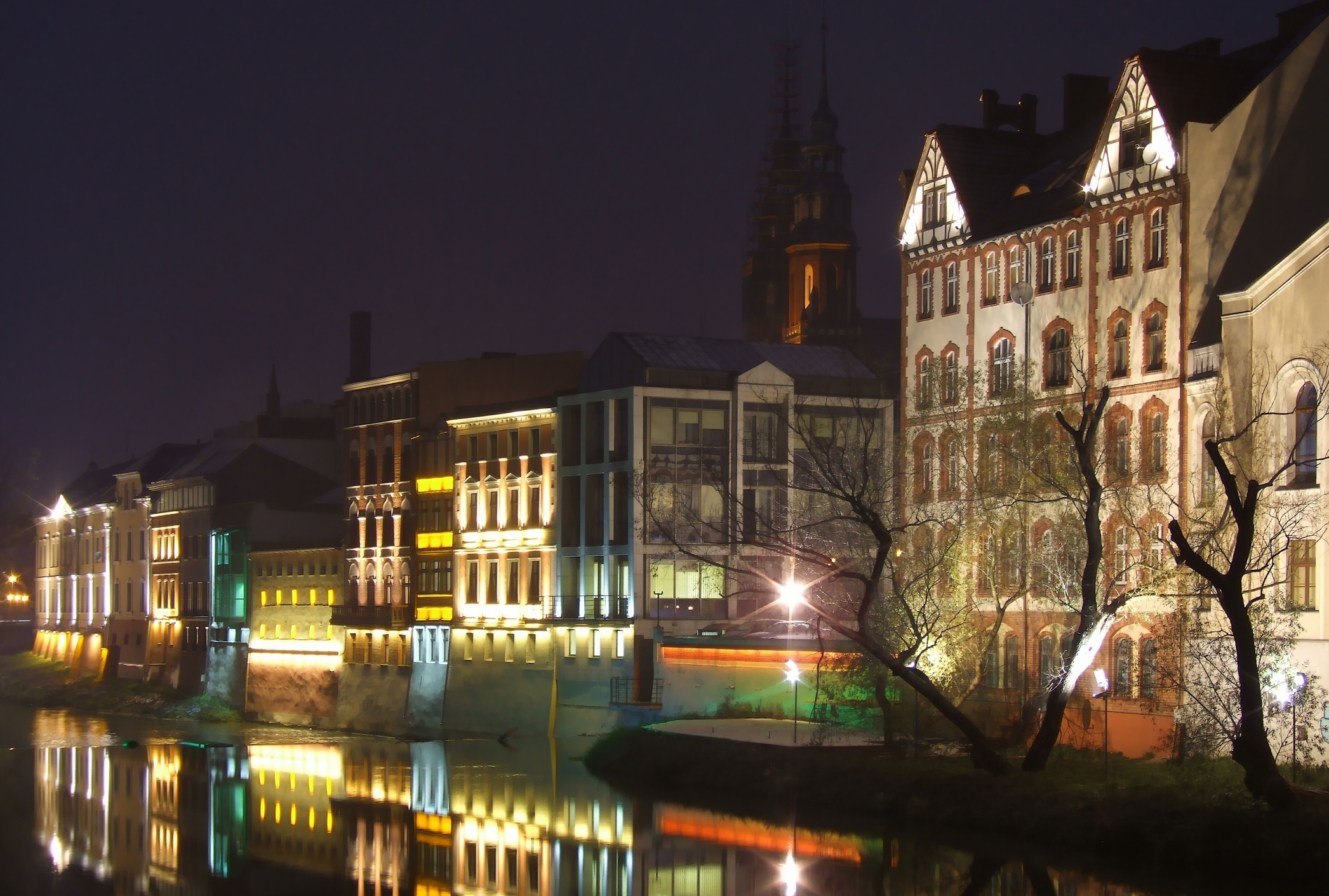
Noční panorama Starého Města
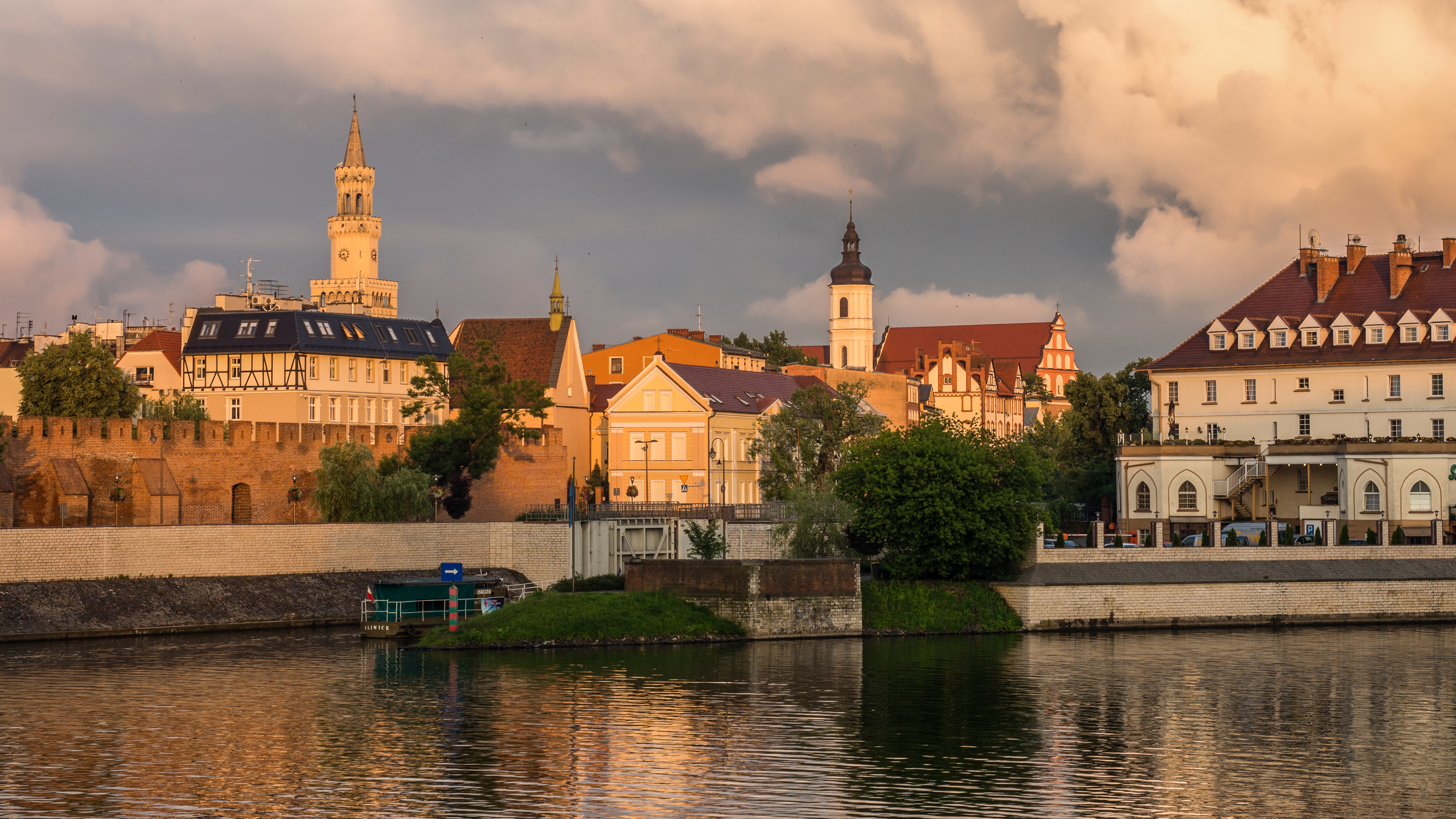
Denní panorama Starého Města
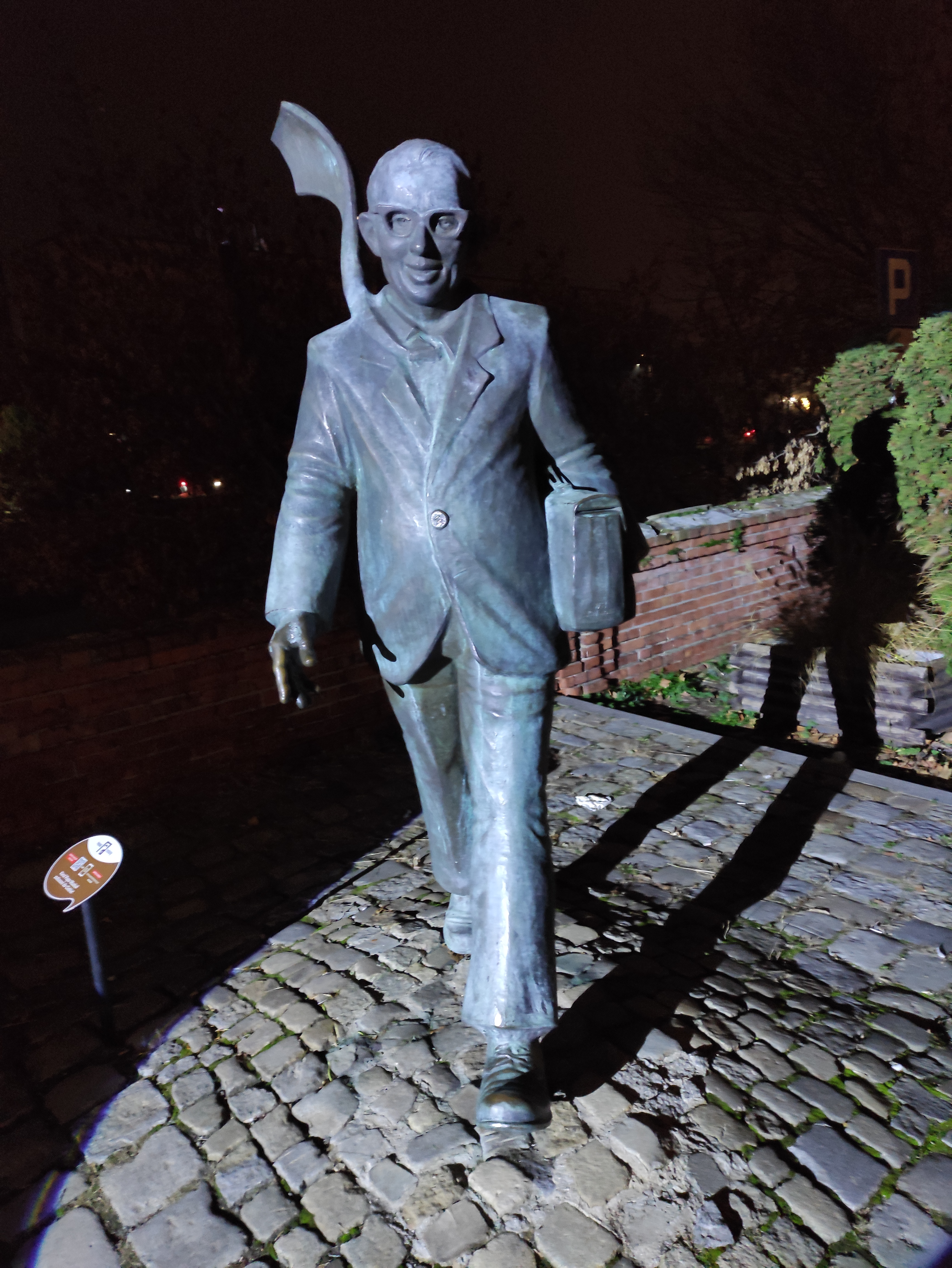
Bronzový památník Karola "Papy" Musioła
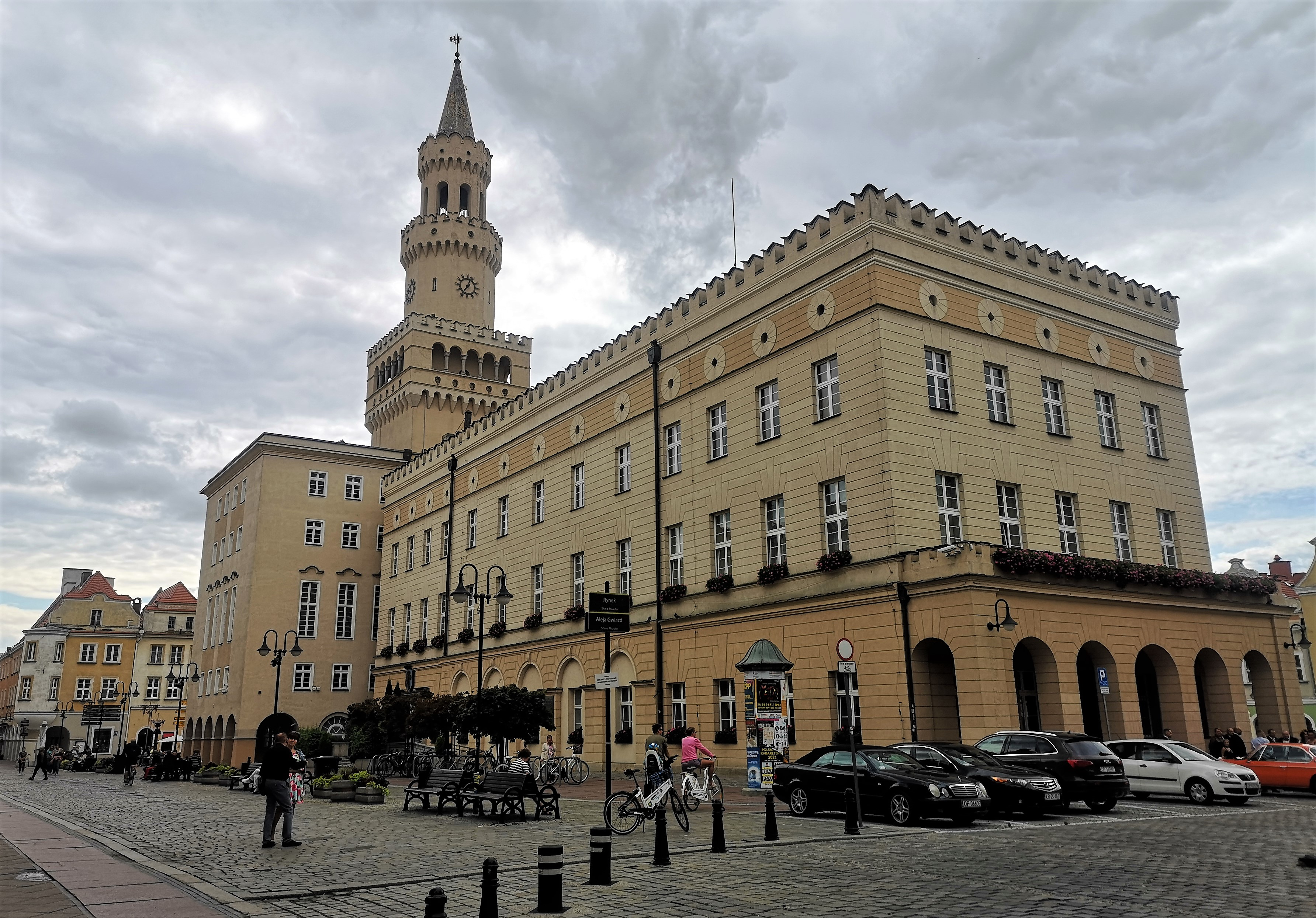
Radnice
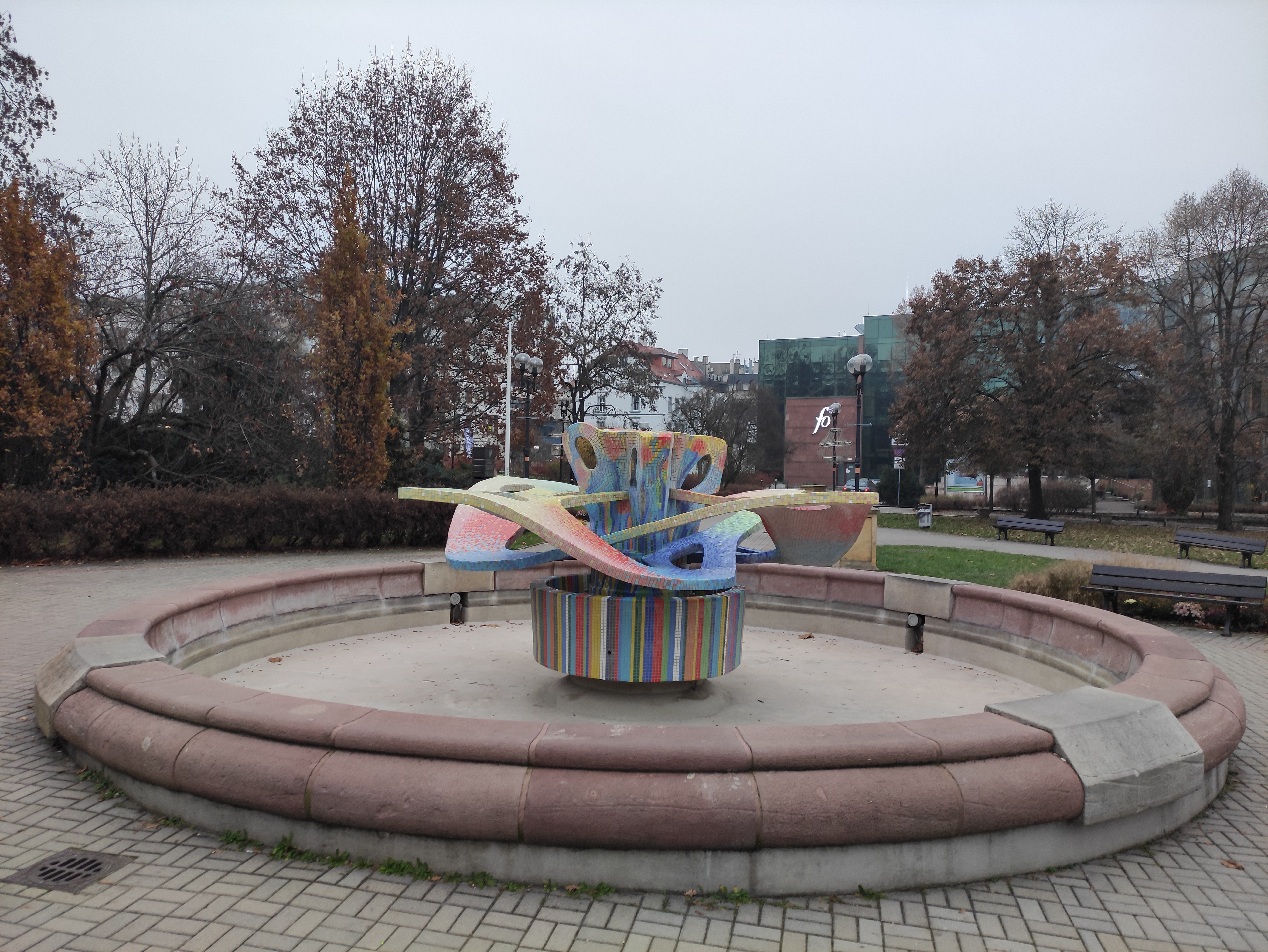
Mozaiková Fontanna na Placu Wolności
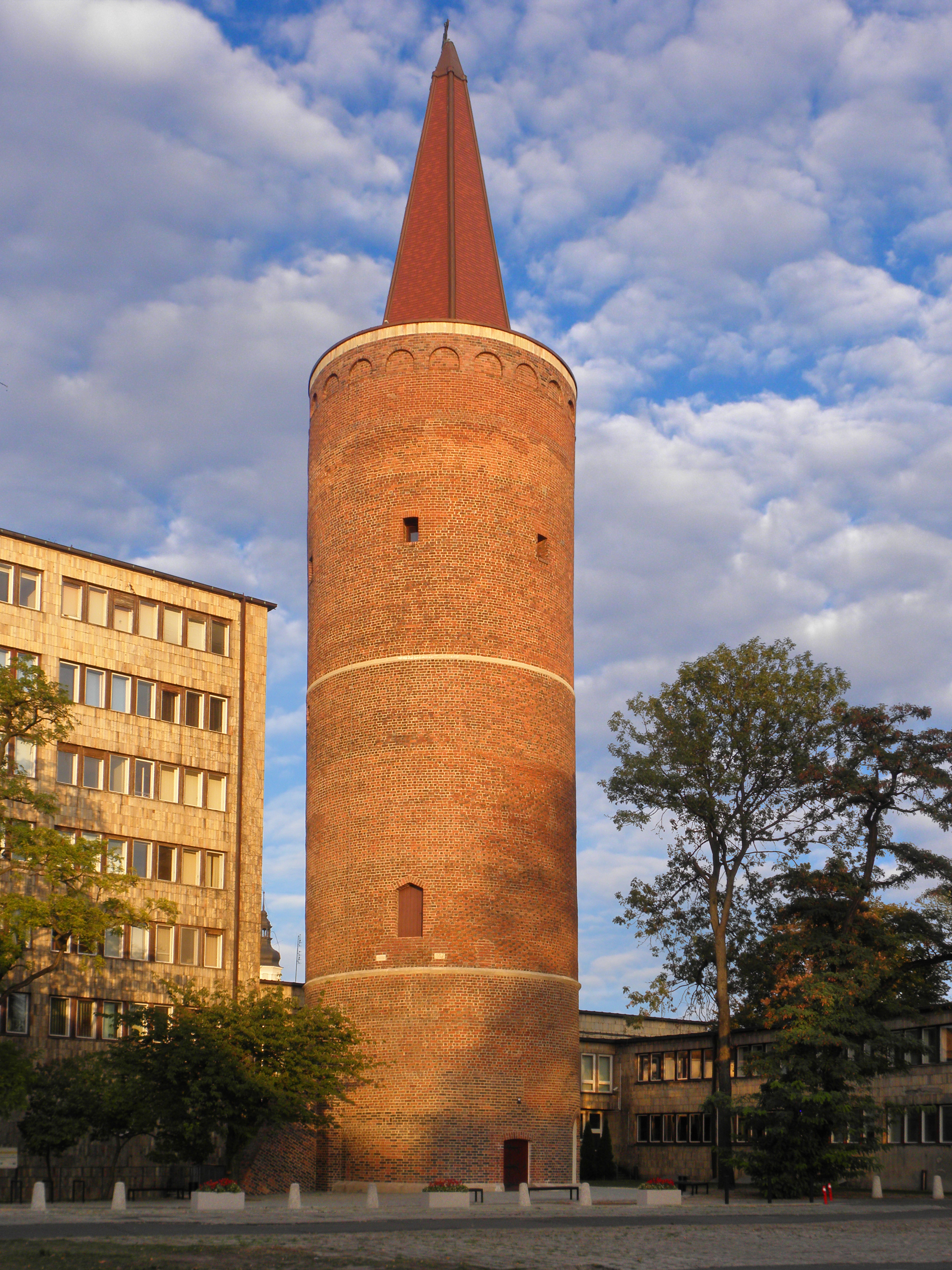
Piastovská věž
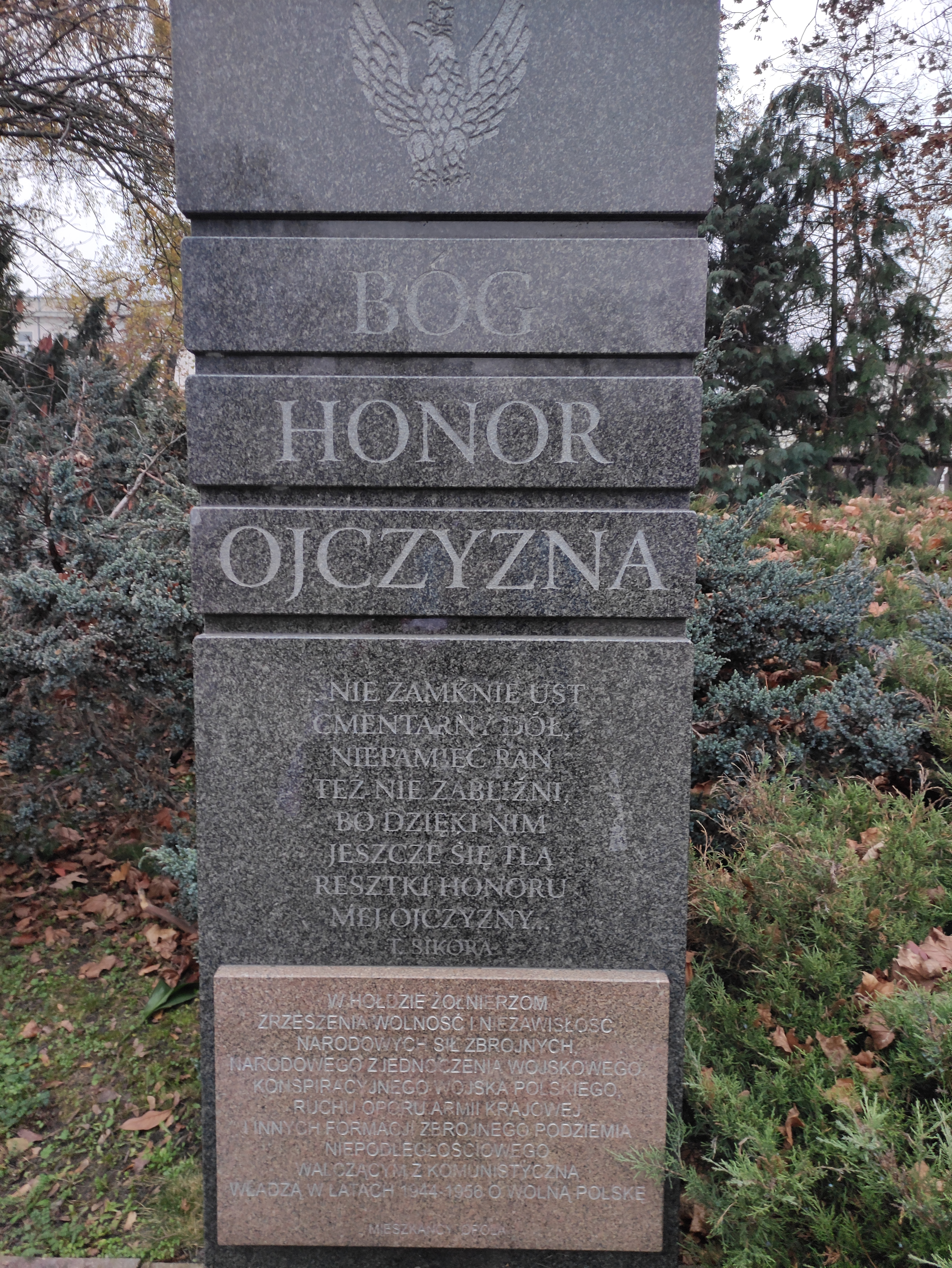
Pomník válčícím s komunismem
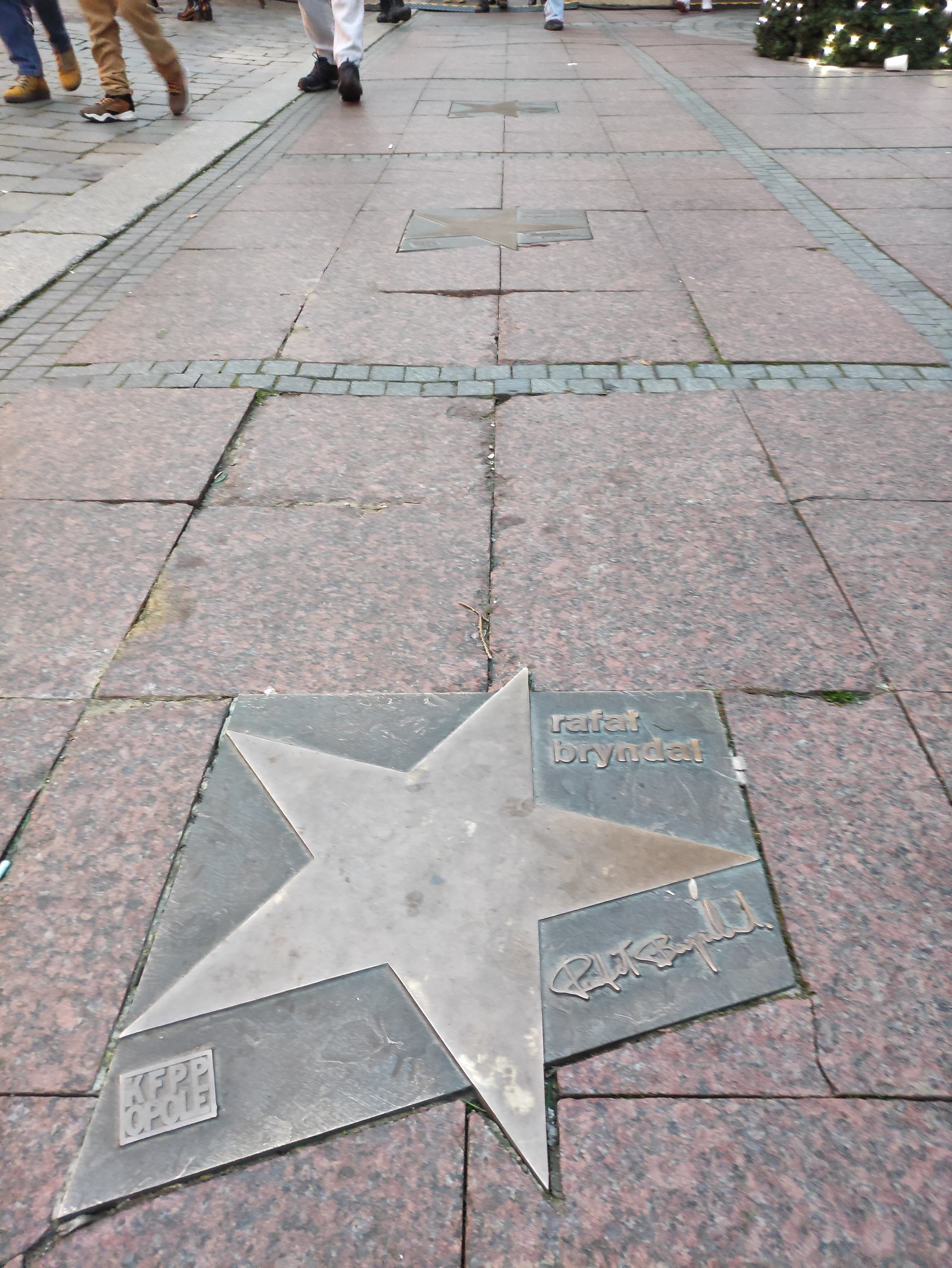
Aleja Gwiazd Festiwalu Polskiej Piosenki
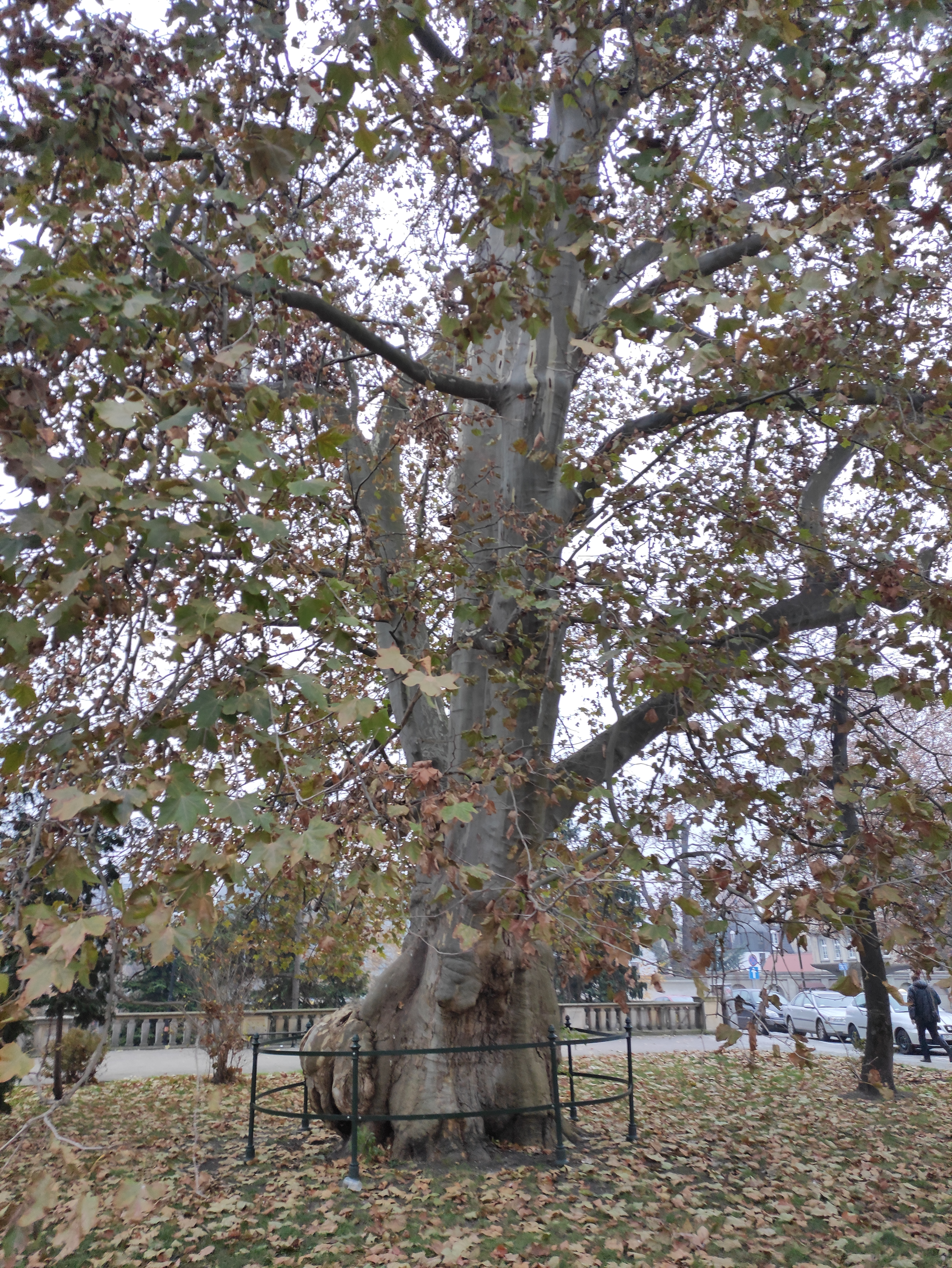
Starší platan javorolistý na náměstí Svobody v Opolí
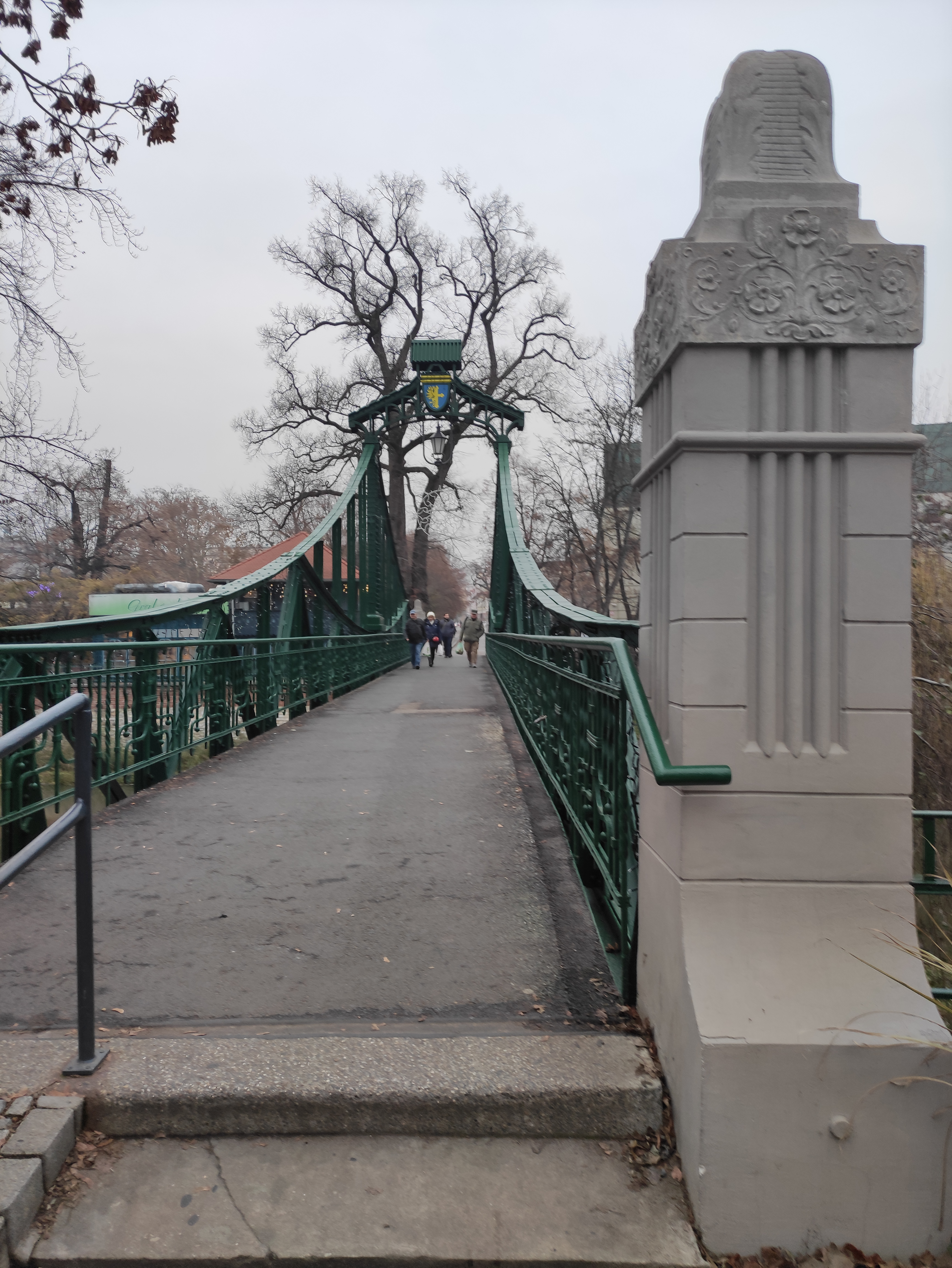
Most Groszowy